# Harbuziwka (obwód sumski)
Harbuziwka (ukr. Гарбузівка) – wieś na Ukrainie, w obwodzie sumskim, w rejonie sumskim, w hromadzie Łebedyn. W 2001 liczyła 241 mieszkańców, spośród których 231 wskazało jako ojczysty język ukraiński, 6 rosyjski, 1 węgierski, 1 białoruski, 1 ormiański, a 1 inny.